# Ausfuhrliste
Eine Ausfuhrliste ist im Außenwirtschaftsrecht eine Liste, in der sämtliche Güter enthalten sind, die Gegenstand einer Exportkontrolle sind und deshalb entweder einem Ausfuhrverbot oder einer Ausfuhrgenehmigung unterliegen. Pendant war die Einfuhrliste.

## Allgemeines
Allgemein geht das deutsche Außenwirtschaftsrecht vom Freihandel aus, also dem weder nach Staaten noch nach Gütern reglementierten Außenhandel. „Der Güter-, Dienstleistungs-, Kapital-, Zahlungs- und sonstige Wirtschaftsverkehr mit dem Ausland sowie der Verkehr mit Auslandswerten und Gold zwischen Inländern ist grundsätzlich frei“ (§ 1 Abs. 1 AWG). Doch unterliegt nach dieser Bestimmung der Außenhandel auch Einschränkungen, die temporär einige Staaten und/oder Güter betreffen können.

## Rechtsfragen
Einer Ausfuhrgenehmigung bedürfen nach § 8 Abs. 1 AWV die in Teil I Abschnitt A und Abschnitt B der Ausfuhrliste genannten Güter. Bestimmte, vom Bundesamt für Wirtschaft und Ausfuhrkontrolle (BAFA) benannte Dual-Use-Güter, die weder in der Ausfuhrliste noch im Anhang I der Verordnung (EG) Nr. 428/2009 (Dual Use) genannt sind, erfordern nach § 8 AWV ebenfalls eine Ausfuhrgenehmigung. Gemäß § 10 AWV bedürfen auch die in Teil II Spalte 3 der Ausfuhrliste mit „G“ gekennzeichneten Waren einer Ausfuhrgenehmigung. 
Ein Ausfuhrverbot besteht gemäß § 74 AWV gegenüber den dort aufgeführten Staaten und Gütern, Ausnahmen sind in § 76 AWV aufgeführt. 

## Inhalt
Die Ausfuhrliste ist als Anlage 1 zur AWV beigefügt. Sie beinhaltet in Teil I den Abschnitt A (Waffen, Munition und Rüstungsmaterial) und den Abschnitt B für national erfasste Güter. Teil II beinhaltet im Abschnitt I Waren, auf die sich die in § 10 AWV angeordneten Beschränkungen beziehen, und in Abschnitt II Waren pflanzlichen Ursprungs. Die Ausfuhrliste wird jährlich durch eine Rechtsverordnung aktualisiert und im Bundesanzeiger veröffentlicht.
- Im Teil I sind die Güter (Waren, Datenverarbeitungsprogramme (Software) und Technologien) aufgeführt, für die die Beschränkungen der AWV und der EG-Dual-Use-VO gelten:
  - Teil I, Abschnitt A: Liste für Waffen, Munition und Rüstungsmaterial.
  - Teil I, Abschnitt B: national erfasste Dual-Use-Güter.
- Teil II nennt die Waren pflanzlichen Ursprungs, für die es gemäß der Außenwirtschaftsverordnung dort genannte Beschränkungen gibt.

## Wirtschaftliche Aspekte
Ausfuhrgenehmigungen, Ausfuhrlisten und Exportverbote stellen Handelshemmnisse dar, die den Freihandel einschränken. Ihre restriktive Handhabung führt – unter sonst gleichbleibenden Verhältnissen – zu geringeren Exporten und damit zu einer Verschlechterung der Handelsbilanz. Da die Exporte im Inland nicht benötigt werden und deshalb die Güter auch meist erst gar nicht hergestellt werden, sinkt das Bruttonationalprodukt. Das gilt umgekehrt auch für eine expansive Außenhandelspolitik. Maßnahmen der Handelspolitik wie restriktive Ausfuhrgenehmigungen und Ausfuhrlisten, stärkere Exportorientierung, expansive Einfuhrbeschränkungen oder Importzölle können eine negative Devisenbilanz ausgleichen und umgekehrt. Damit beeinflussen Ausfuhrlisten den Außenbeitrag, Außenhandel und Produktionswert. Die Außenhandelspolitik wirkt sich deshalb auch auf die nationale Wirtschaftspolitik aus.

## International
In der Schweiz und Österreich existieren Ausfuhrlisten dieser Art nicht, sondern bei der Ein- und Ausfuhr bestimmter Waren sind aufgrund von Bestimmungen zu nicht zollrechtlichen Erlassen verschiedene Auflagen zu beachten. Das gilt insbesondere für Dual-Use-Güter, Waffen und Munition, Umweltschutz, Gesundheitsschutz und Artenschutz.
Eine Handelskontrollliste (englisch Commerce Control List, CCL) ist in den USA eine Ausfuhrliste, die Waren mit Ursprung in den USA enthält, deren Export aus den USA oder Reexport (zum Beispiel Ausfuhr von Waren mit Ursprung in den USA aus EU-Mitgliedstaaten) aus Sicht der USA einer Ausfuhrgenehmigung unterliegt.